# Протеїнове відношення
Протеїнове відношення — відношення кількості перетравних безазотистих речовин до кількості перетравного протеїну в кормі; характеризує рівень протеїнового живлення тварин. Протеїнове відношення 1 до 4—5, при якому на 1 вагову частину протеїну припадає 4—5 вагових частин безазотистих речовин, вважається вузьким, багато протеїну в кормі; 1 до 6—8—середнім; більше ніж 1 до 8 — широким, бідний на протеїн. В кормових раціонах для молодняка, молочної худоби, підсисних маток і при м'ясній відгодівлі протеїнове відношення має бути середнє або вузьке; при сальній відгодівлі і для робочих тварин — широке. 